# Сквер по вулиці В. Чорновола
Сквер по вулиці Чорновола — парк-пам'ятка садово-паркового мистецтва місцевого значення в Тернополі.

## Історія

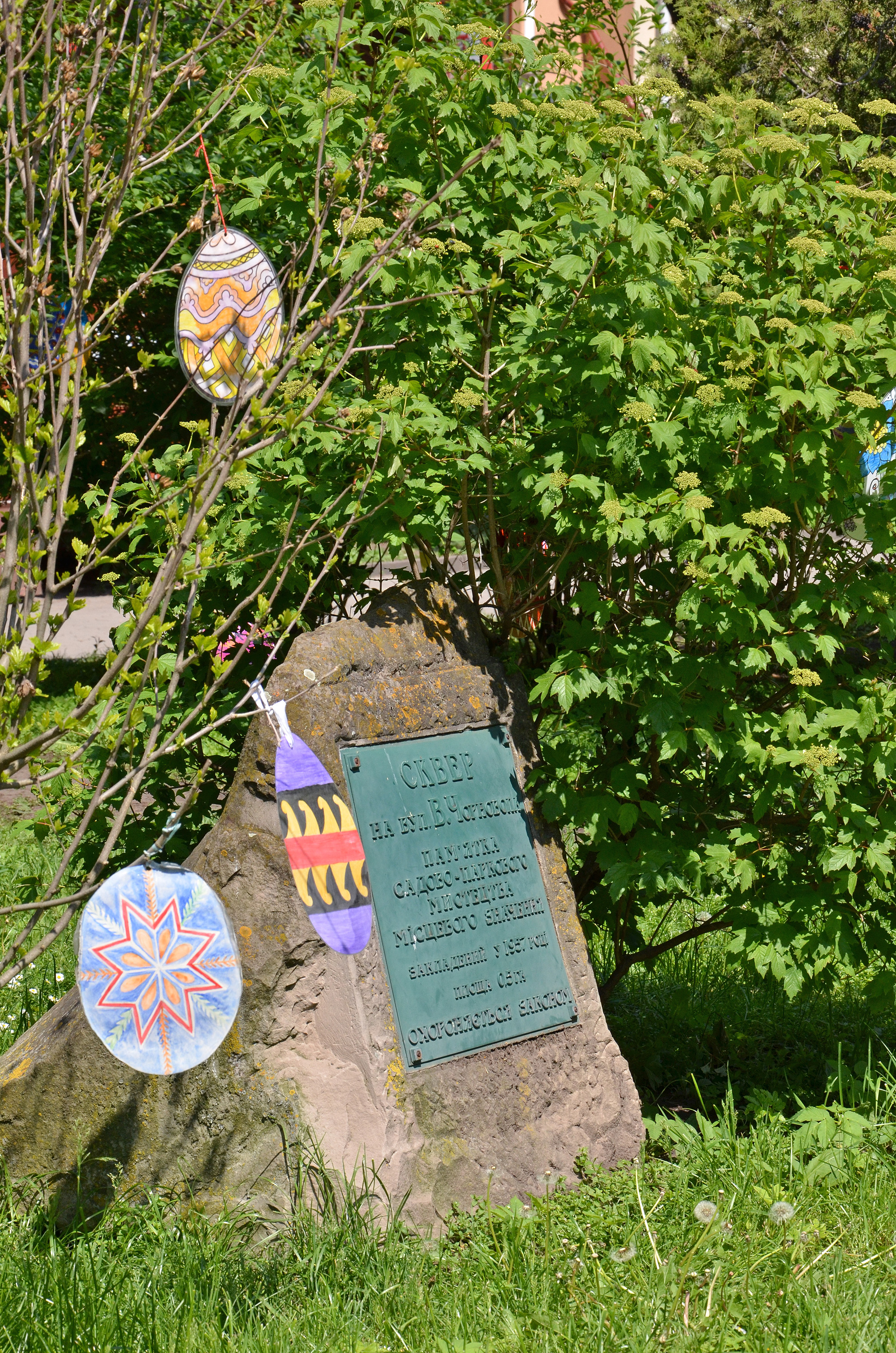
Камінь з охоронною таблицею

Закладений у місті Тернополі 1967 року на місці розвалених будинків, у тому числі на місці колишньої міської ратуші на розі нинішніх бульвару Тараса Шевченка і вулиці В'ячеслава Чорновола.
Рішенням виконкому Тернопільської обласної ради № 131 від 14 березня 1977 скверу надано статус об'єкта природно-заповідного фонду із назвою «Червоноармійський сквер». Перейменований на «Сквер по вулиці В. Чорновола» рішенням № 2009 п'ятого скликання 52 сесії Тернопільської обласної ради від 15 жовтня 2015 року.
Перебуває у віданні Тернопільської міської ради. Площа — 0,50 га.

## Флора
У сквері зростають дерева-екзоти — багрянець японський, горіх маньчжурський, тюльпанове дерево, яблуня Нєдзвецького, клен кулястий, береза повисла (звичайна) плакучої форми, гіркокаштан кінський (звичайний), клен сріблястий; із чагарників — глід колючий рожевої форми, барбарис звичайний темно-пурпурової форми, бирючина, жасмин звичайний і широколистий, бузок звичайний і угорський, спірея Бумольда і Вангутта, верба розмаринолиста.

## Водограй

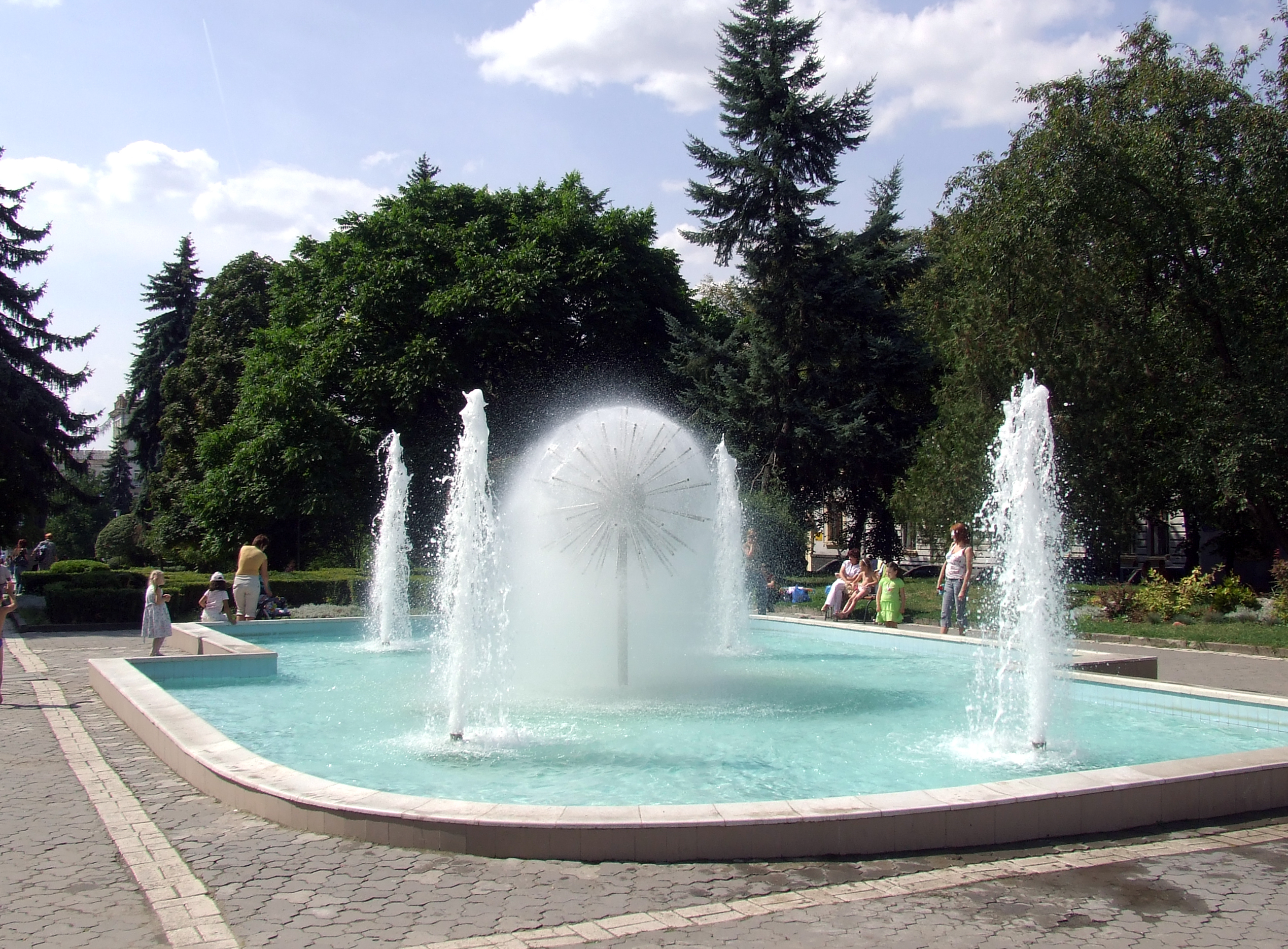
«Інь та Янь»
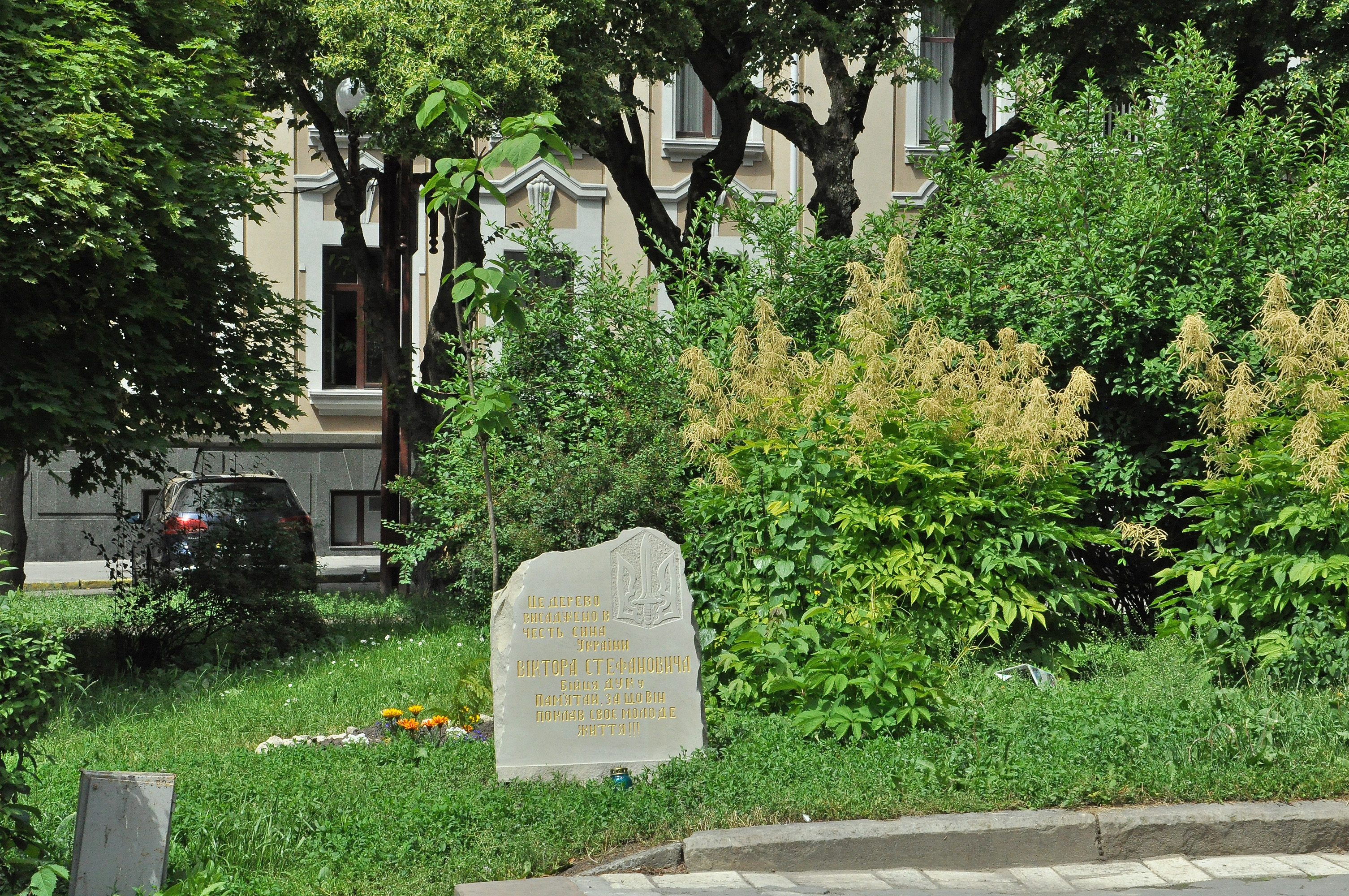
Дерево і пам'ятний знак у честь Віктора Стефановича

У північно-східній частині скверу від вул. Миколая Коперника діє фонтан «Кульбаба», споруджений на початку 1980-х років, реконструйований у 2008 — додано 4 гейзери (інша назва «Інь та Янь»).

## Пам'ятник О. Пушкіну
Пам'ятники О. Пушкіну встановлений у 1959 році. Виготовлений з оргскла скульпторами М. Вронським, О. Олійником, О. Скобликовим. Був демонтований 9 квітня 2022 року. 

## Пам'ятний знак
15 червня 2016 року біля пам'ятника Олександрові Пушкіну висадили дерево на честь Віктора Стефановича і встановили пам'ятний знак.

## Світлини

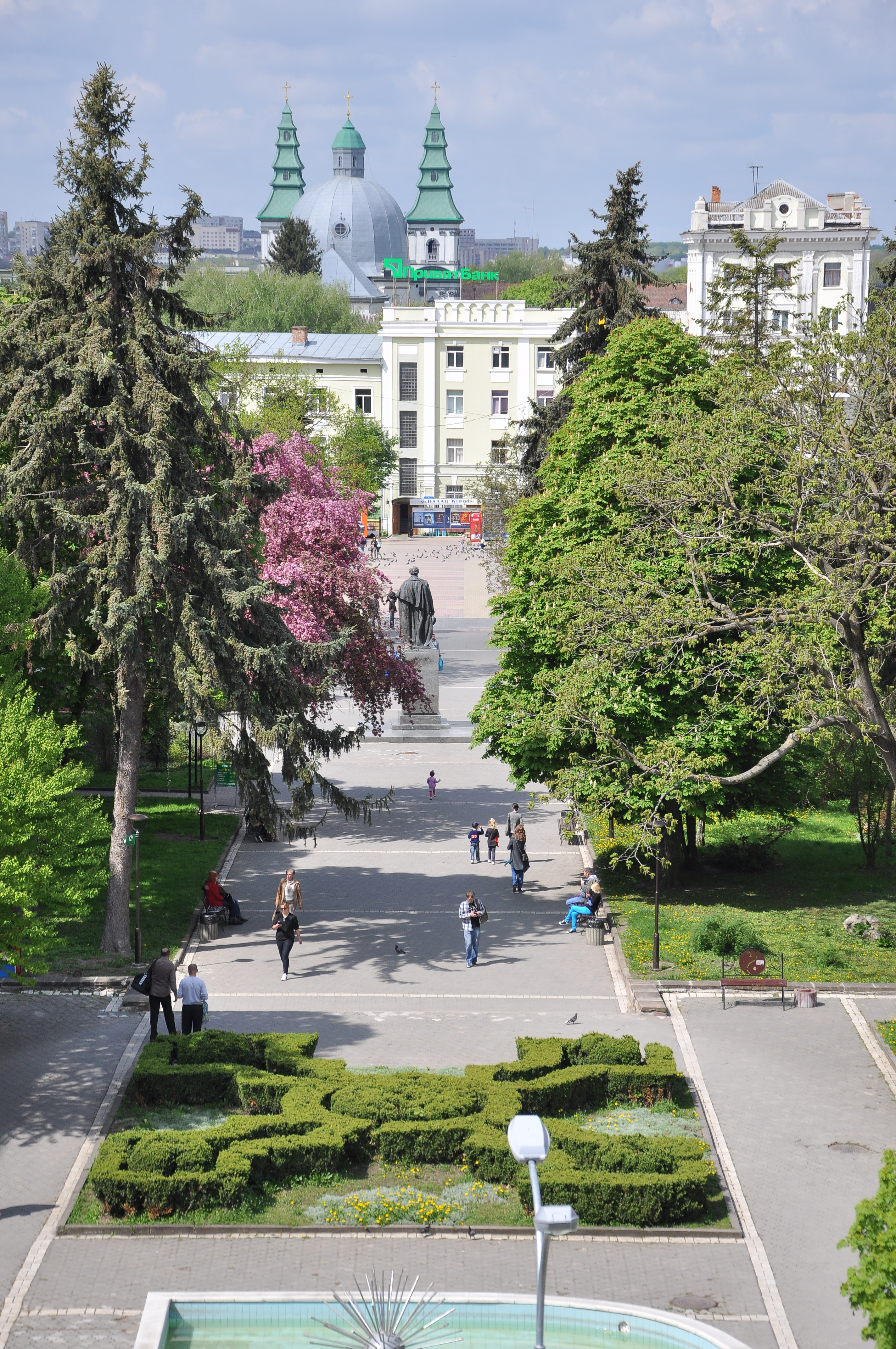
Центральна алея скверу. За нею — Театральний майдан. Вдалині видніються дзвіниці Архікатедрального собору
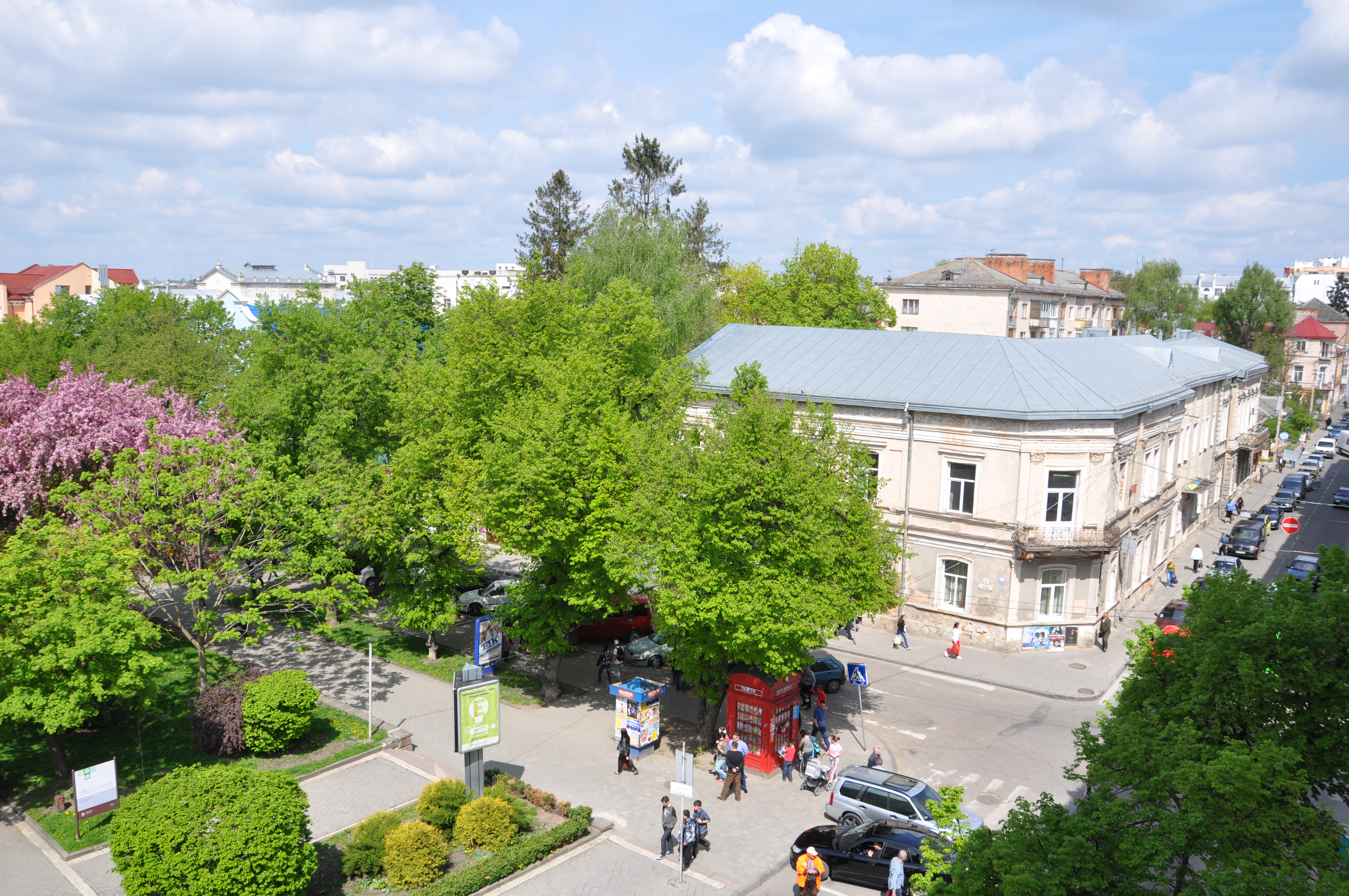
Сквер і частина вулиці Івана Франка
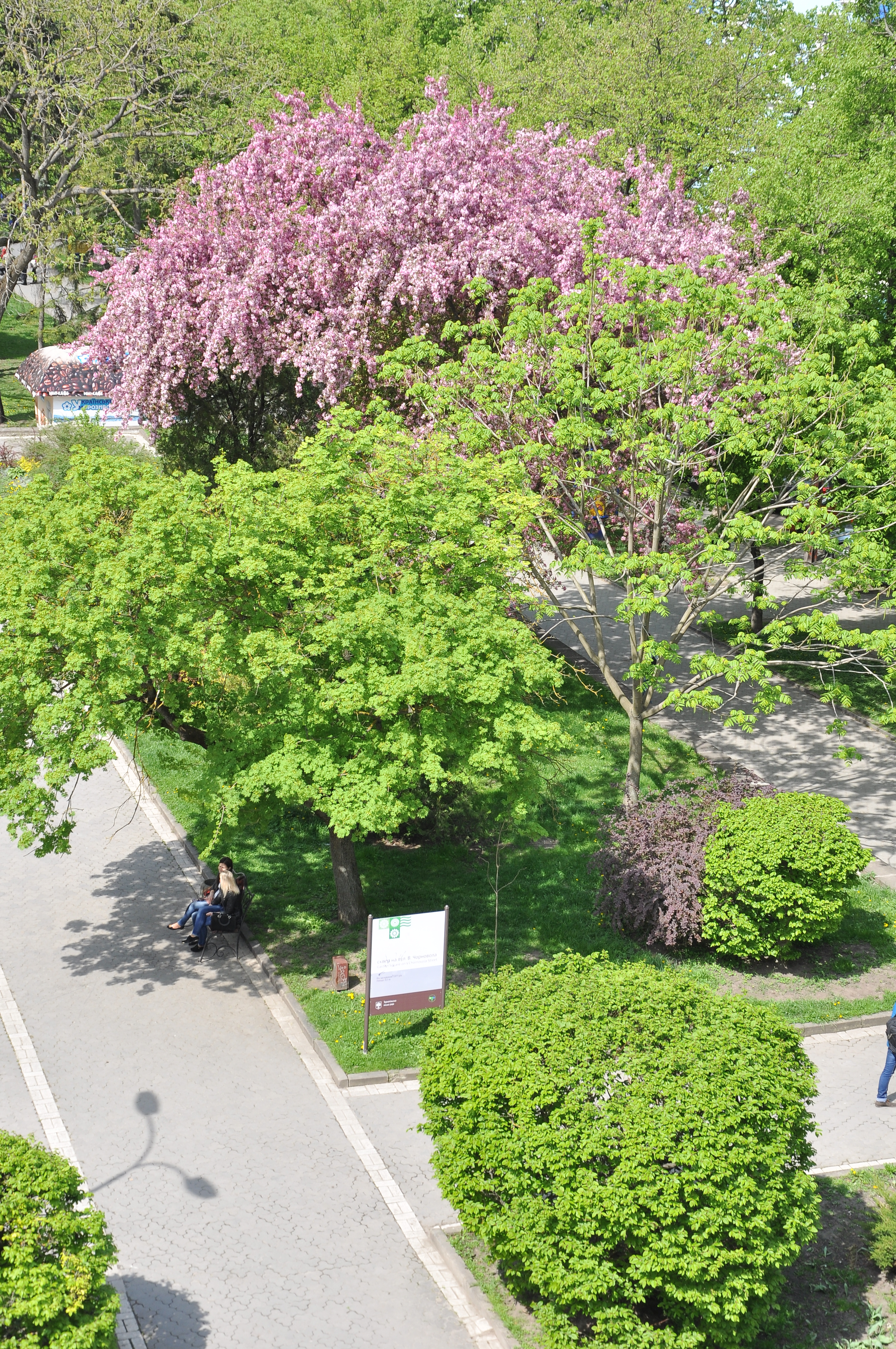
Весняні зелень і цвіт
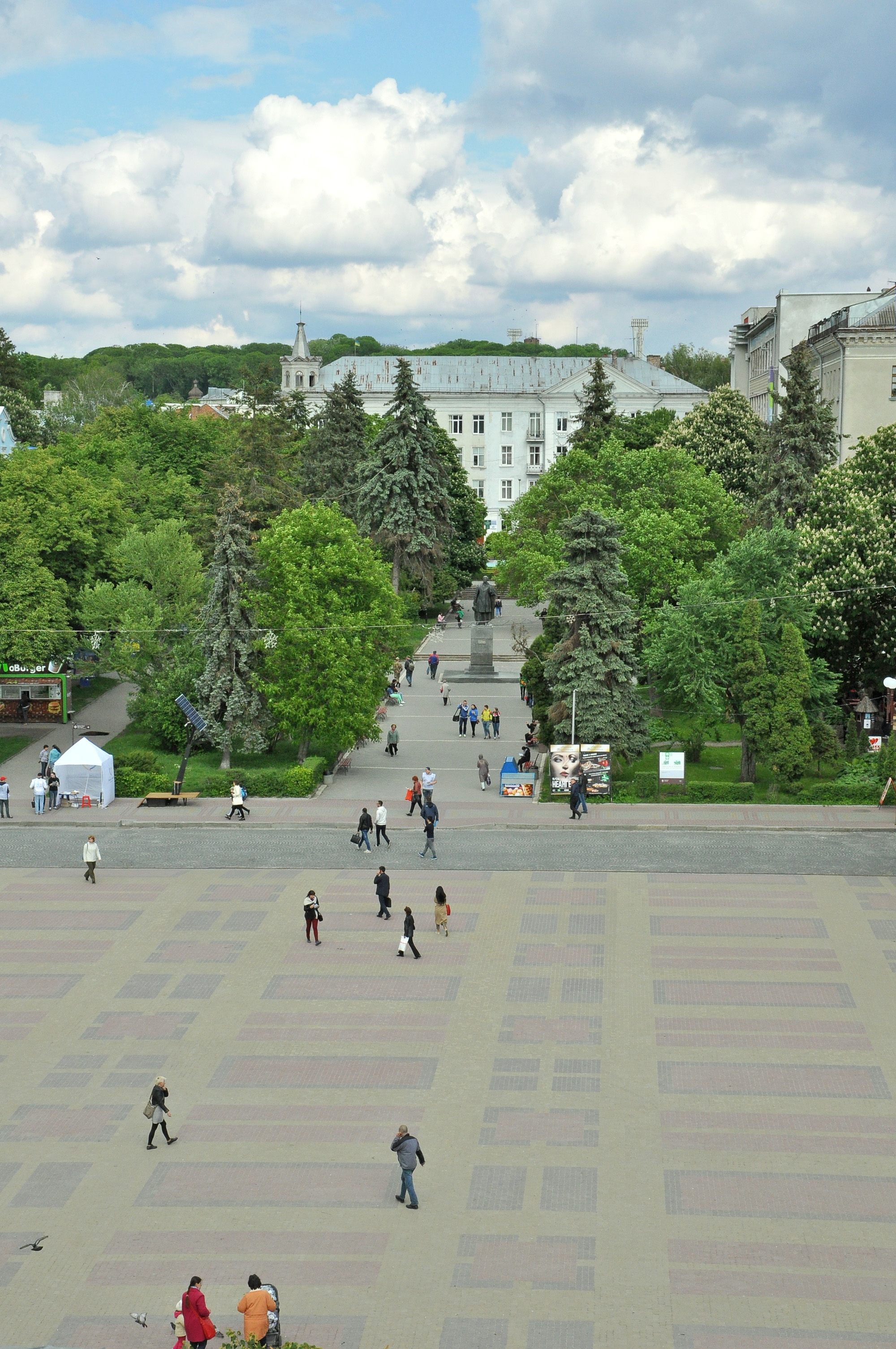
Вигляд на сквер із південного боку